# 藍夜
藍夜（Lam Ye，1923年—1962年11月29日），原名林國珍（Lam Kwok Chun），籍貫福建省，香港電影明星。

## 履歷[1][2]
- 藍夜生長於大家庭，兄妹共15人；

- 銀幕處女作是《妻嬌郎更嬌》（1947年），代表作有《沙三少與銀姐》（1947年）、《武松大鬧獅子樓》（1948年）、《牛郎織女》（1949年），她的電影遺作《續黃飛鴻傳》（1955年），一生參演約28齣電影。

- 1949年與導演周詩祿結婚，兩人育有一子（周書祥[3]）一女；1959年秋季離異，子女歸父親照顧。

- 1959年 秋季宣告正式離婚後，退出影壇，與母親住在香港島皇后大道西45X號三樓。

- 1962年11月29日（星期四）晚上10時30分，因心臟病在住所逝世，享齡39歲。

## 演出電影

### 1947年
- 《妻嬌郎更嬌》
- 《沙三少與銀姐》飾 銀姐
- 《洞房花燭夜》飾 林繼芬

### 1948年
- 《雷劈好心人》
- 《兩個煙精掃長堤》飾 歐陽翠珠
- 《武松大鬧獅子樓》飾 潘金蓮

### 1949年
- 《牛郎織女》飾 織女
- 《武松血濺鴛鴦樓》飾 潘金蓮

### 1950年
- 《鐵拐李北海斬妖龍》
- 《花街慈母》飾 華玉萍
- 《黃飛鴻傳第四集：梁寬歸天》飾 蘇靈鳳
- 《廣東十虎屠龍記》飾 藍彩鳳
- 《脂粉豺狼》飾 晉瑛
- 《黃飛鴻傳第三集：血戰流花橋》飾 蘇靈鳳

### 1953年
- 《攝青鬼》飾 萬里紅
- 《鬼妻》飾 何小鳳
- 《飛鳳游龍》

### 1954年
- 《金鳳迎春》飾 白銀鳳
- 《如此人生》飾 武阿英
- 《私奔》飾 阿珍
- 《斷腸紅》飾 姚振國夫人
- 《鳳閣重開姊妹花》飾 白玫瑰
- 《香銷十二美人樓》飾 李海燕

### 1955年
1. 《黃飛鴻正傳》飾 蘇靈鳳
2. 《續黃飛鴻傳》飾 蘇靈鳳

## 外部連結
- 香港電影資料館：藍夜參演電影的記錄[永久]
- 香港影庫：藍夜 （页面存档备份，存于）
- 紮辮的藍夜楚楚可憐的演出片斷
- 身穿雍容玫瑰旗袍的藍夜的苦情戲演出片斷 （页面存档备份，存于）